# Константин Малеин
Константин Малеин ( грч. Κωνσταντίνος Μαλεΐνος   ) је био истакнути византијски генерал из средине 10. века.

## Биографија
Константин је рођен крајем 9. или 10. века, вероватно на имањима своје породице у Кападокији . Његов отац је био Евдоким Малеин, члан моћне аристократске породице Малеин, а мајка Анастасо Адралестина, сродница византијског цара Романа I Лакапина (р. 920–944). Имао је шесторо браће и сестара, међу којима су монах и светац Михаило Малеин и неименована сестра, која се удала за генерала Варду Фоку Старијег и учврстила блиске везе са моћном породицом Фока .   
Извори о његовој каријери су штури и углавном потичу из референци у хагиографији његовог брата Михаила. Имао је чин патрикија и 955. је наследио свог сестрића Лава Фоку Млађег на месту гувернера ( стратегоса ) теме Кападокије. Вероватно због свог искуства, али и везе са Фокама (његов сестрић Нићифор II Фока је био цар 963–969), он је заузимао ову важну функцију коју је обављао дуги низ година, вероватно чак и у време његове смрти око 968. За то време био је активан у кампањама против Арапа, посебно у сукобима са Хамданидским емиром Алепа, Саиф ал-Даулом . Тако је у новембру 960. године учествовао, под командом Лава Фоке, у великој византијској победи над Сајфом у бици код Андрасоса . Такође се обично поистовећује са „ибн ал-Малаинијем“ из арапских извештаја, којег је Саиф поразио код Иконијума 962.  
Константин Малеин је имао сина Евстатија Малеина, који је постао истакнути генерал и један од најбогатијих људи Византијског царства, играјући водећу улогу у побуни Варде Фоке Млађег против цара Василија II (р. 976–1025).   